# Hohrod
Hohrod [ɔʁɔd]  est une commune française située dans la circonscription administrative du Haut-Rhin et, depuis le 1er janvier 2021, dans le territoire de la Collectivité européenne d'Alsace, en région Grand Est.
Cette commune se trouve dans la région historique et culturelle d'Alsace.
Le village de Hohrod est surplombé par un hameau nommé le « Hohrodberg ».

## Géographie

### Localisation
Le village fait partie du canton de Wintzenheim et de l'arrondissement de Colmar-Ribeauvillé.
C'est une des 188 communes du parc naturel régional des Ballons des Vosges.
| Soultzeren | Orbey  | Gunsbach |
|            | Hohrod |          |
| Stosswihr  |        | Munster  |

### Hydrographie
La commune est dans le bassin versant du Rhin au sein du bassin Rhin-Meuse. Elle est drainée par le ruisseau la Petite Fecht et le ruisseau d'Hohrodberg,,.
La Petite Fecht, d'une longueur de 11 km, prend sa source dans la commune de Stosswihr et se jette  dans la Fecht à Munster, après avoir traversé trois communes. Les caractéristiques hydrologiques de la Petite Fecht sont données par la station hydrologique située sur la commune de Stosswihr. Le débit moyen mensuel est de 1,37 m3/s. Le débit moyen journalier maximum est de 29,8 m3/s, atteint lors de la crue du 15 février 1990. Le débit instantané maximal est quant à lui de 48,8 m3/s, atteint le même jour.

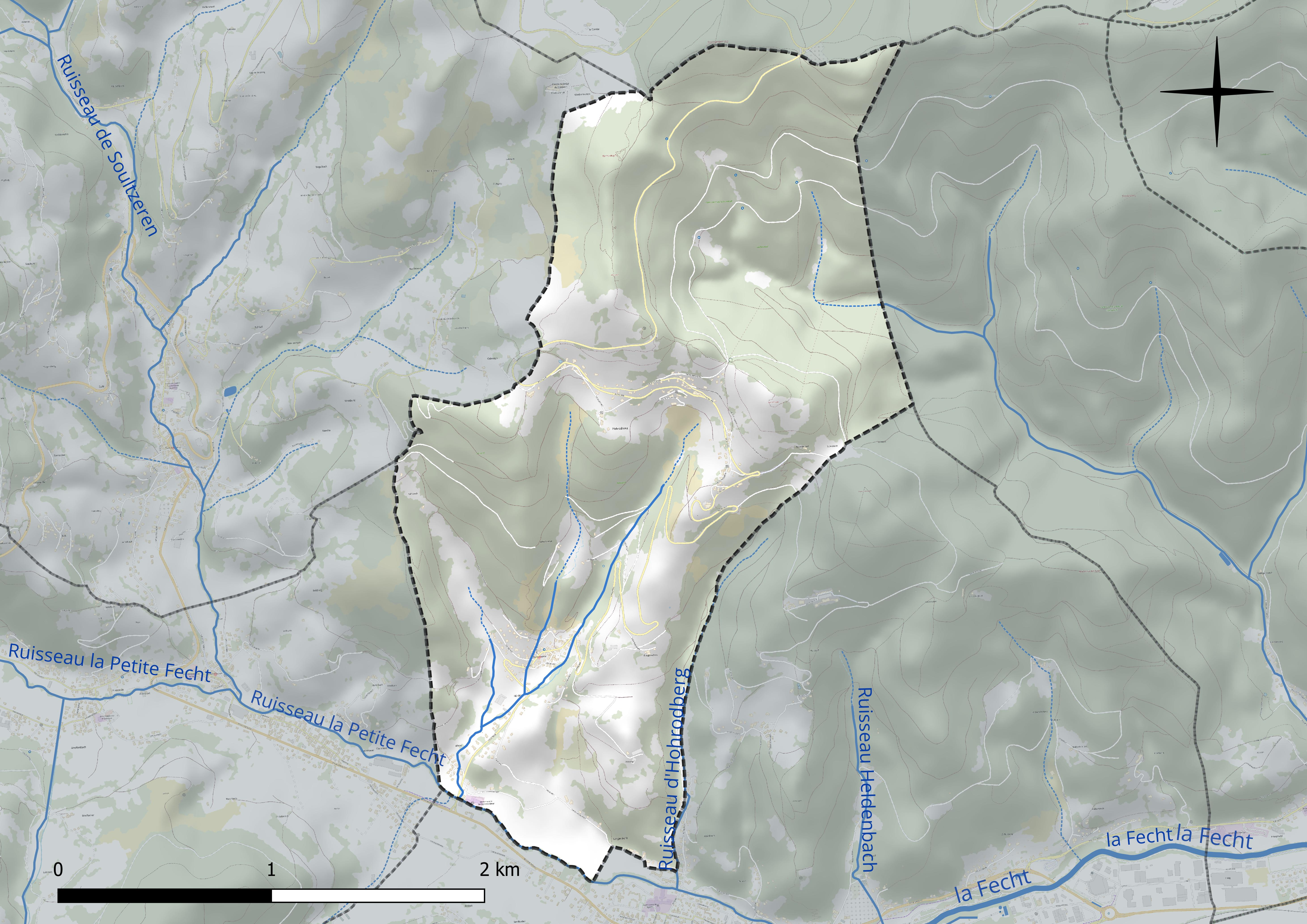
Réseau hydrographique de Hohrod.

### Climat
Pour des articles plus généraux, voir Climat du Grand Est et Climat du Haut-Rhin.
En 2010, le climat de la commune est de type climat de montagne, selon une étude du Centre national de la recherche scientifique s'appuyant sur une série de données couvrant la période 1971-2000. En 2020, Météo-France publie une typologie des climats de la France métropolitaine dans laquelle la commune est exposée à un climat semi-continental et est dans la région climatique  Vosges, caractérisée par une pluviométrie très élevée (1 500 à 2 000 mm/an) en toutes saisons et un hiver rude (moins de 1 °C). 
Pour la période 1971-2000, la température annuelle moyenne est de 9 °C, avec une amplitude thermique annuelle de 16,7 °C. Le cumul annuel moyen de précipitations est de 1 309 mm, avec 12 jours de précipitations en janvier et 10,9 jours en juillet. Pour la période 1991-2020, la température moyenne annuelle observée sur la station météorologique de Météo-France la plus proche, « Munster_sapc », sur la commune de Munster à 2 km à vol d'oiseau, est de 10,4 °C et le cumul annuel moyen de précipitations est de 1 053,5 mm. 
La température maximale relevée sur cette station est de 38,3 °C, atteinte le 5 juillet 2015 ; la température minimale est de −19 °C, atteinte le 20 décembre 2009,,. 
Les paramètres climatiques de la commune ont été estimés pour le milieu du siècle (2041-2070) selon différents scénarios d'émission de gaz à effet de serre à partir des nouvelles projections climatiques de référence DRIAS-2020. Ils sont consultables sur un site dédié publié par Météo-France en novembre 2022.

## Urbanisme

### Typologie
Au 1er janvier 2024, Hohrod est catégorisée commune rurale à habitat dispersé, selon la nouvelle grille communale de densité à sept niveaux définie par l'Insee en 2022.
Elle appartient à l'unité urbaine de Munster, une agglomération intra-départementale regroupant dix  communes, dont elle est une commune de la banlieue,,. Par ailleurs la commune fait partie de l'aire d'attraction de Colmar, dont elle est une commune de la couronne,. Cette aire, qui regroupe 95 communes, est catégorisée dans les aires de 50 000 à moins de 200 000 habitants,.

### Occupation des sols
L'occupation des sols de la commune, telle qu'elle ressort de la base de données européenne d’occupation biophysique des sols Corine Land Cover (CLC), est marquée par l'importance des forêts et milieux semi-naturels (67,1 % en 2018), une proportion sensiblement équivalente à celle de 1990 (66,8 %). La répartition détaillée en 2018 est la suivante : 
forêts (54,6 %), prairies (18,7 %), milieux à végétation arbustive et/ou herbacée (12,5 %), zones agricoles hétérogènes (11,1 %), zones urbanisées (3,1 %). L'évolution de l’occupation des sols de la commune et de ses infrastructures peut être observée sur les différentes représentations cartographiques du territoire : la carte de Cassini (XVIIIe siècle), la carte d'état-major (1820-1866) et les cartes ou photos aériennes de l'IGN pour la période actuelle (1950 à aujourd'hui).

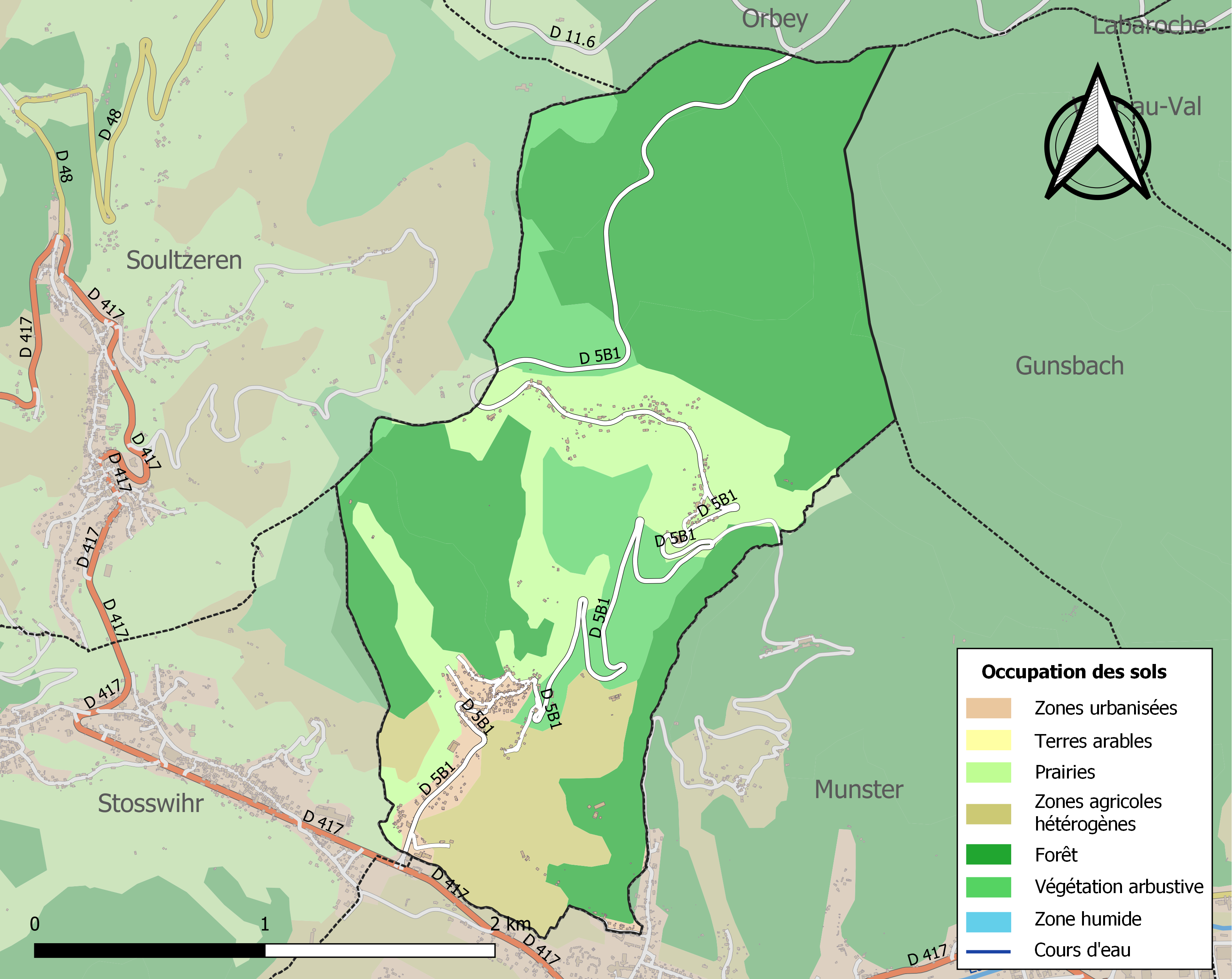
Carte des infrastructures et de l'occupation des sols de la commune en 2018 (CLC).

### Lieux-dits, hameaux et écarts
- Hohrodberg.
- Weier.
- Langäckerle.
- Bergbrochen.

## Histoire

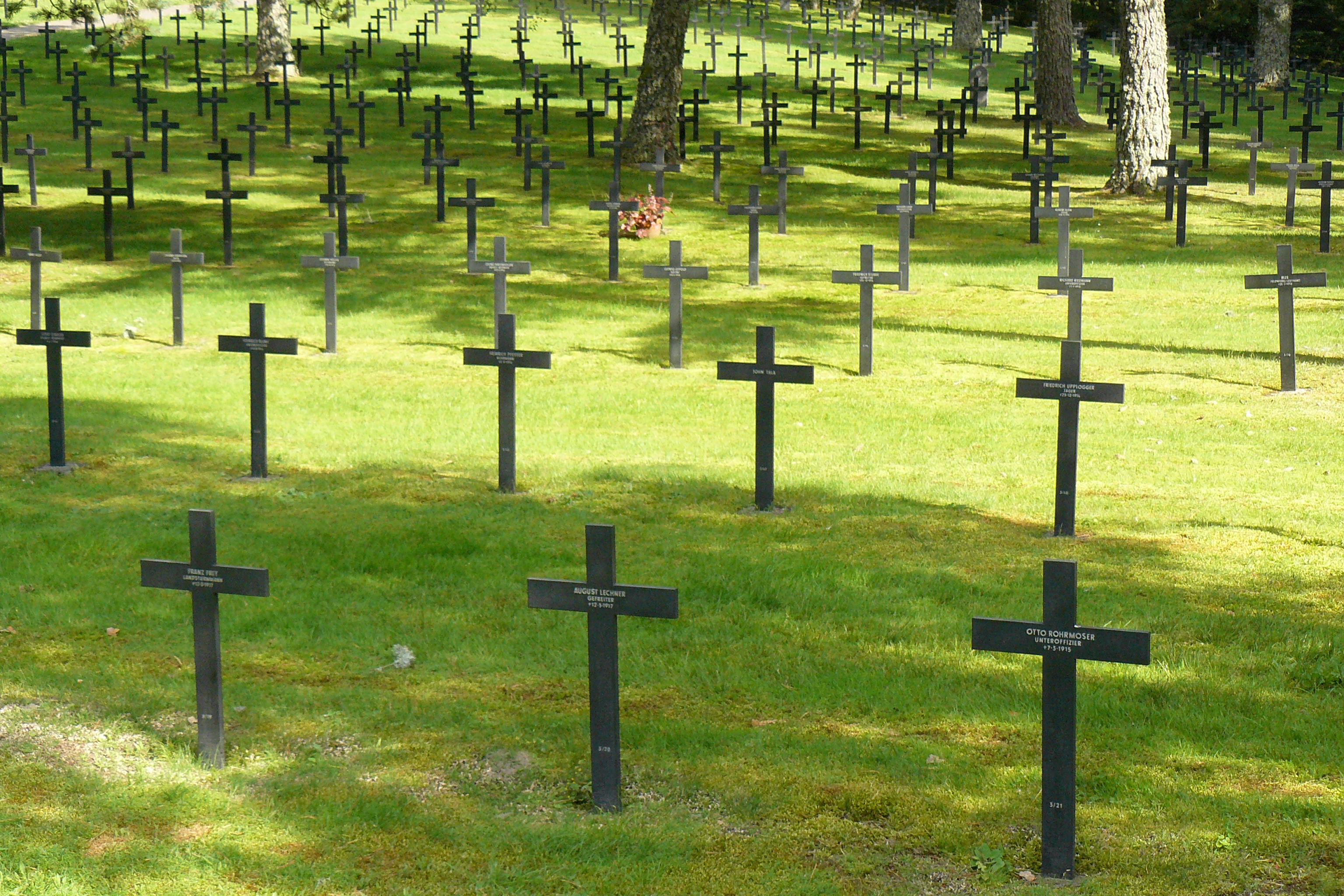
Cimetière militaire allemand du Linge.

La première mention de Hohrod remonte à 1244. le village est alors scindé en deux : Hohrod et Hohrodberg, ce dernier ayant été conquis sur la forêt. Dans le traité de Marquard, en 1339, il est question de Hohenrod. En 1287, le village fait partie de la communauté d'habitants du val et de la ville de Munster. Anciennement regroupé avec Munster jusqu'en 1847, le nom de Hohrod vient de « Hoch » (haute) et Roden (défrichement). La première origine connue remonte au xiiie siècle sous le nom de « Hoenrod ».
Le village est sinistré lors de la Première Guerre mondiale. En effet, la bataille du Linge-Schratzmaennle-Barrenkopf, qui dure du 20 juillet au 15 octobre 1915, se déroule pour une bonne partie sur son territoire.
La commune a été décorée le 2 novembre 1921 de la croix de guerre 1914-1918.

## Politique et administration

### Découpage territorial
La commune de Hohrod est membre de la communauté de communes de la Vallée de Munster, un établissement public de coopération intercommunale (EPCI) à fiscalité propre créé le 30 mai 1996 dont le siège est à Munster. Ce dernier est par ailleurs membre d'autres groupements intercommunaux.
Sur le plan administratif, elle est rattachée à l'arrondissement de Colmar-Ribeauvillé, à la circonscription administrative de l'État du Haut-Rhin, en tant que circonscription administrative de l'État, et à la région Grand Est. 
Sur le plan électoral, elle dépendait jusqu'en 2020 du  canton de Wintzenheim pour l'élection des conseillers départementaux au sein du conseil départemental du Haut-Rhin. Depuis le 1er janvier 2021, elle dépend du même canton pour l'élection des conseillers d'Alsace au sein de la collectivité européenne d'Alsace.

### Élection municipales et communautaires

#### Élections de 2020
Le conseil municipal de Hohrod, commune de moins de 1 000 habitants, est élu au scrutin majoritaire plurinominal à deux tours avec listes ouvertes et panachage. Compte tenu de la population communale, le nombre de sièges à pourvoir lors des élections municipales de 2020 est de onze. Le premier tour se déroule le 15 mars 2020, avec un taux de participation de 46.89 % et débouche sur l’élection directe du conseil municipal parmi les onze candidats. Il n’y a par conséquent pas de deuxième tour,.
Le maire est élu par le conseil municipal au scrutin secret lors de la première réunion du conseil suivant les élections municipales, pour un mandat de six ans, c'est-à-dire pour la durée du mandat du conseil. Matthieu Bonnet est ainsi élu maire le 27 mai 2020.
Dans les communes de moins de 1 000 habitants, les conseillers communautaires sont désignés parmi les conseillers municipaux élus en suivant l’ordre du tableau (maire, adjoints puis conseillers municipaux) et dans la limite du nombre de sièges attribués à la commune au sein du conseil communautaire. Hohrod dispose ainsi d’un siège au conseil communautaire de la communauté de communes de la Vallée de Munster, qui est occupé par le premier adjoint.

### Finances communales
En 2014, le budget de la commune était constitué ainsi :
- total des produits de fonctionnement : 626 000 €, soit 1 944 € par habitant ;
- total des charges de fonctionnement : 540 000 €, soit 1 676 € par habitant ;
- total des ressources d'investissement : 371 000 €, soit 1 151 € par habitant ;
- total des emplois d'investissement : 284 000 €, soit 883 € par habitant ;
- endettement : 5 084 000 €, soit 706 € par habitant.

Avec les taux de fiscalité suivants :
- taxe d'habitation : 9,86 % ;
- taxe foncière sur les propriétés bâties : 11,60 % ;
- taxe foncière sur les propriétés non bâties : 52,27 % ;
- taxe additionnelle à la taxe foncière sur les propriétés non bâties : 0,00 % ;
- cotisation foncière des entreprises : 0,00 %.

### Liste des maires
| Période      | Période                  | Identité         | Étiquette | Qualité                       |
| ------------ | ------------------------ | ---------------- | --------- | ----------------------------- |
| mars 2001    | 2011                     | André Wirth      |           | Directeur de banque           |
| 4 avril 2011 | mars 2014                | Benoît Ernst     |           |                               |
| 23 mars 2014 | mai 2020                 | Bernard Florence | SE        |                               |
| mai 2020     | En cours (au 10/11/2024) | Matthieu Bonnet  |           | Cadre de la fonction publique |

## Équipements et services publics

### Enseignement
Jusqu’au début du XIXe siècle les enfants de Hohrod vont à l’école de Munster, la présence d’une classe dans le village n’étant mentionné pour la première fois qu’en 1802. Cette présence n’est toutefois pas régulière, les soixante élèves étant scolarisés à Munster en 1836. Pendant longtemps, la classe est donnée dans une pièce du logement de l’instituteur, jusqu’à la construction d’une maison d’école en 1839. L’école compte soixante-dix-huit élèves en 1851, la plupart n’allant à l’école qu’en hiver, leurs parents préférant les faire travailler le reste de l’année. Au cours des années 1860, une école de fille est construite au Hohrodberg, tandis que celle des garçons reste à Hohrod. En 1867, le conseil municipal décide de rendre l’enseignement primaire gratuit pour tous ; jusque-là, seuls les plus pauvres étaient exemptés de la contribution scolaire.
À partir du début du XXIe siècle, l’école de Hohrod est confrontée à une baisse constante de son effectif. Dans les années 2010, il ne reste plus qu’une classe unique, qui est fermée en 2018. Depuis la rentrée de l’année scolaire 2018-2019, les enfants de Hohrod sont par conséquent scolarisés à l’école de Soultzeren dans le cadre d’un regroupement pédagogique concentré. Pour l’enseignement secondaire, les établissements les plus proches sont le collège Frédéric Hartmann et le lycée Frédéric Kirschleger, tous deux situés à Munster.

## Population et société

### Démographie
L'évolution du nombre d'habitants est connue à travers les recensements de la population effectués dans la commune depuis 1800. Pour les communes de moins de 10 000 habitants, une enquête de recensement portant sur toute la population est réalisée tous les cinq ans, les populations de référence des années intermédiaires étant quant à elles estimées par interpolation ou extrapolation. Pour la commune, le premier recensement exhaustif entrant dans le cadre du nouveau dispositif a été réalisé en 2007.

En 2022, la commune comptait 358 habitants, en évolution de +2,87 % par rapport à 2016 (Haut-Rhin : +0,66 %, France hors Mayotte : +2,11 %).
| 1800 | 1806 | 1821 | 1831 | 1836 | 1841 | 1846 | 1851 | 1856 |
| ---- | ---- | ---- | ---- | ---- | ---- | ---- | ---- | ---- |
| 367  | 403  | 480  | 540  | 521  | 549  | 518  | 500  | 495  |

| 1861 | 1866 | 1871 | 1875 | 1880 | 1885 | 1890 | 1895 | 1900 |
| ---- | ---- | ---- | ---- | ---- | ---- | ---- | ---- | ---- |
| 515  | 517  | 526  | 468  | 478  | 503  | 477  | 450  | 421  |

| 1905 | 1910 | 1921 | 1926 | 1931 | 1936 | 1946 | 1954 | 1962 |
| ---- | ---- | ---- | ---- | ---- | ---- | ---- | ---- | ---- |
| 414  | 395  | 302  | 374  | 378  | 325  | 308  | 323  | 286  |

| 1968 | 1975 | 1982 | 1990 | 1999 | 2006 | 2007 | 2012 | 2017 |
| ---- | ---- | ---- | ---- | ---- | ---- | ---- | ---- | ---- |
| 284  | 305  | 318  | 293  | 320  | 340  | 343  | 303  | 365  |

| 2022 | - | - | - | - | - | - | - | - |
| ---- | - | - | - | - | - | - | - | - |
| 358  | - | - | - | - | - | - | - | - |

## Culture locale et patrimoine

### Lieux et monuments
- École, mairie[38].
- Cimetière allemand du Linge et Mémorial du Linge en souvenir des combats de la Première Guerre mondiale[39].
- Cimetière militaire allemand de Hohrod-Bärenstall.
- Monument aux morts de la Guerre 1914-18[40],[41].
- Croix Blanche.
- Fontaine et bornes-fontaines[42],[43],[44].
- Scierie Saass, puis Steffan, puis Peter, actuellement hangar municipal et maison[45].
- Carrière de grès du Schratzmaennele.
- Nombreux circuits touristiques[46].

### Personnalités liées à la commune
Pierre de Coubertin a publié deux de ces livres sont sous le pseudonyme de Georges Hohrod.

### Héraldique
| Blason d'Hohrod | Les armes d'Hohrod se blasonnent ainsi : « D'argent à deux feuilles de houx de sinople, les tiges posées en sautoir fruitées de gueules. » |